# Ouarkoye (departamento)
Ouarkoye é um dos sete departamentos da província de Mouhoun, no Burkina Faso.